# Distretto di Murzuch
Il distretto di Murzuch (in arabo شعبية مرزق) è uno dei 22 distretti della Libia. Si trova nella parte meridionale della regione storica del Fezzan. Il suo capoluogo è Murzuch.

## Storia
La città fu occupata dall'Impero Ottomano nel 1578 e divenne la capitale del Fezzan fino a quando, gli ottomani hanno ceduto Libia agli italiani nel 1912. Non è stato occupato dagli italiani fino al 1914.

## Geografia
A sud-est, Murzuq confina con Borkou-Ennedi-Tibesti Regione del Ciad, a sud-ovest confina con il Dipartimento di Agadez del Niger. Il valico di frontiera per il Niger è a Tummo.
Sul fronte interno, confina con i seguenti distretti:
- Ghat - ovest
- Wadi al Hayaa - nord-ovest, ovest di Sabha
- Sabha - nord-ovest, est di  Wadi Al Hayaa
- Jufra - nord
- Kufra - est

## Città e villaggi
- Al Gatrun
- Al `Uwaynat (Sardalis) - oasi e città crocevia di frontiera
- Al Wigh - oasi
- Murzuch - centro amministrativo
- Qawat - oasi e città crocevia di frontiera
- Tajarhi - oasi e città crocevia di frontiera
- Tummo